# Sala teatro cinema ACLI Ponte a Ema
Il teatro Di Ponte a Ema è noto soprattutto per gli allestimenti di prosa  
La struttura è stata realizzata negli anni '70 come spazio ricreativo e per le attività sociali collegate alla parrocchia di San Pietro a Ema. Nel 1996 il teatro, a sala rettangolare, con palcoscenico, è stato rinnovato e grazie a consistenti lavori è stato adeguato alle vigenti normative in materia di sicurezza.
La struttura, pur rientrando fra i teatri di piccola dimensione, costituisce uno spazio teatrale funzionale e accogliente che da anni presenta cartelloni invernali incentrati su spettacoli di prosa, prevalentemente di genere vernacolare, allestiti dalla Compagnia residente "Mazzoni" e dalla Compagnia Giovanile.
La struttura ha ospitato, dal 1997 al 1999 il cineforum "Zabriskie Point" punto di riferimento per la cultura cinematografica di Firenze Sud sui tardi anni 90.
Attuale Presidente Filippo Catelani